# سيزار روزاس
سيزار روزاس (بالإنجليزية: Cesar Rosas)‏ هو مغن مؤلف وعازف قيثارة ومغني أمريكي، ولد في 26 سبتمبر 1954 في ارموسييو سونورا في المكسيك.

## وصلات خارجية
- سيزار روزاس على موقع IMDb (الإنجليزية)
- سيزار روزاس على موقع ميوزك برينز (الإنجليزية)
- سيزار روزاس على موقع أول ميوزيك (الإنجليزية)
- سيزار روزاس على موقع ديسكوغز (الإنجليزية)